# Toralla
|  | No s'ha de confondre amb Toralla i Serradell. |

Toralla és un poble del municipi de Conca de Dalt, a la comarca del Pallars Jussà, pertanyent a l'antic terme de Toralla i Serradell.

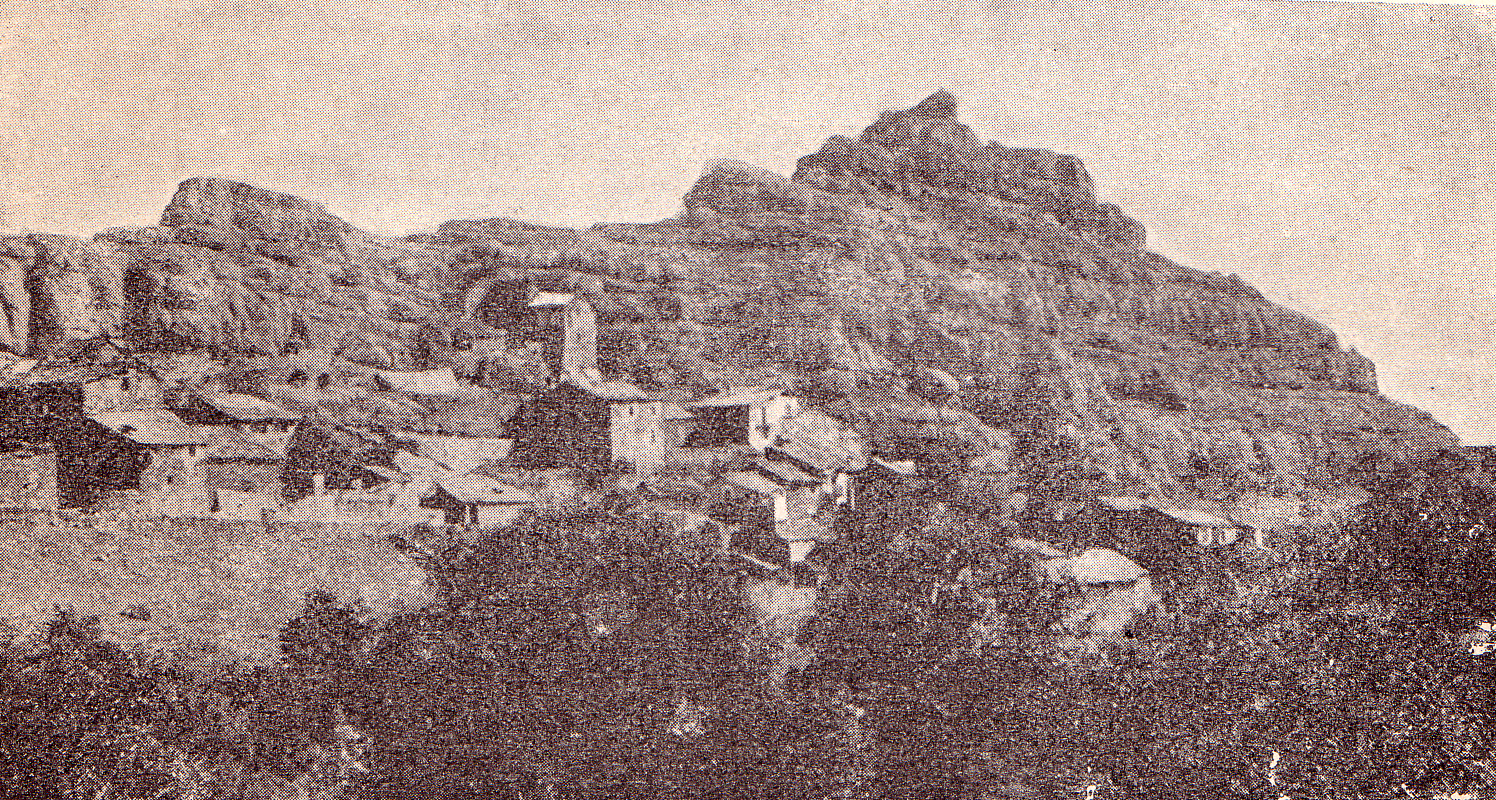
Toralla vers el 1912

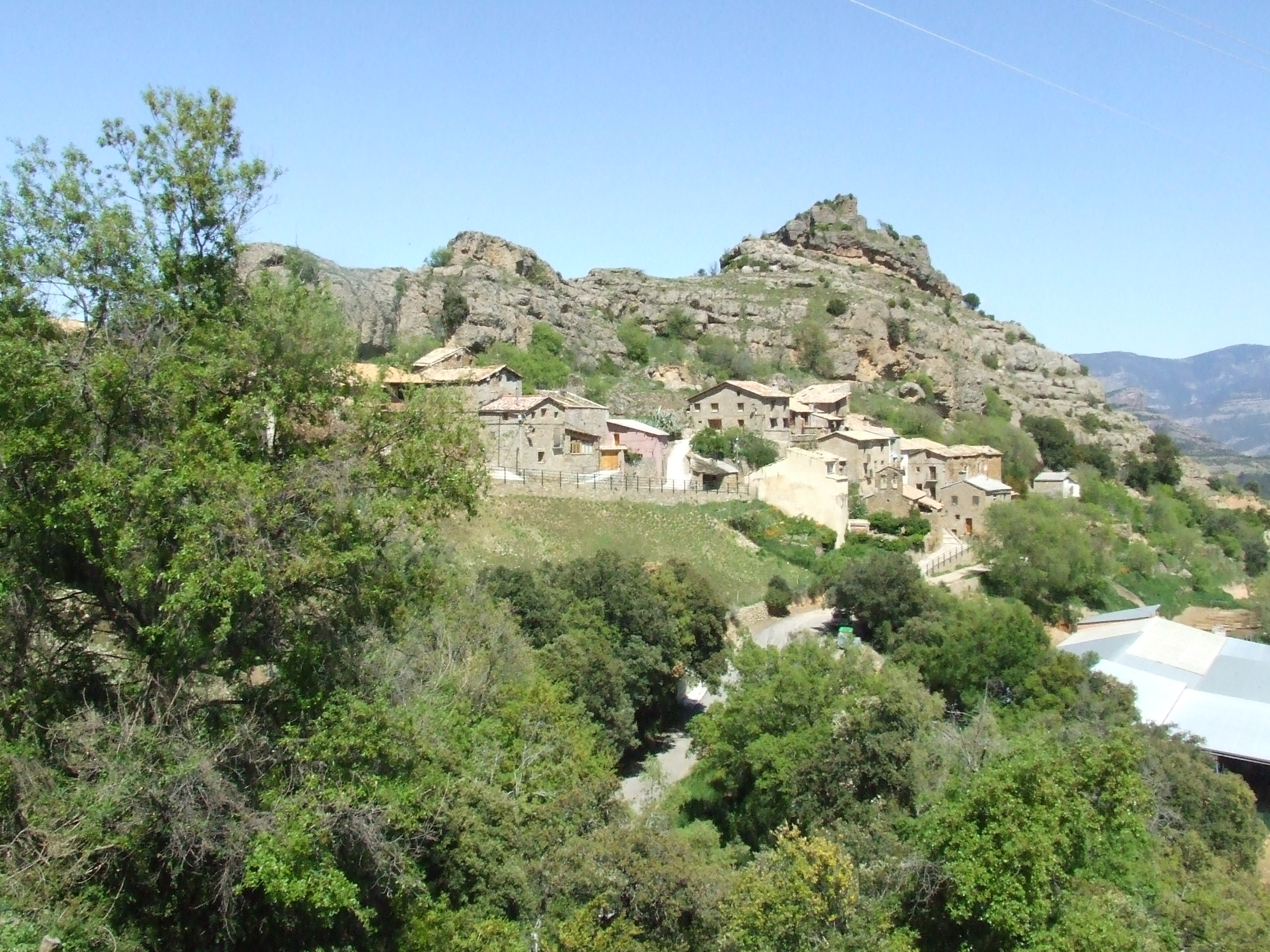
Toralla el 2009 des de quasi el mateix angle anterior

Tot i ser un poble més del terme de Serradell, amb el pas del temps guanyà importància, fins al punt que esdevingué cap del municipi, en lloc de Serradell, a mitjan segle xx. El municipi passà a anomenar-se Toralla i Serradell. Formava aquest municipi juntament amb els pobles d'Erinyà, Rivert, Serradell i Torallola, fins a la creació de Pallars Jussà, el 1969, municipi que el 1994 hagué de canviar el nom pel de Conca de Dalt. Aquest antic municipi queda separat de la resta de territori de Conca de Dalt, a la dreta de la Noguera Pallaresa (la resta del municipi és tota a l'esquerra).
Tanmateix, entre 1812 i 1847 tingué ajuntament propi. Havia estat creat a partir del desplegament de les disposicions emanades de la Constitució de Cadis, i fou suprimit a ran de les noves lleis municipals promulgades a mitjan segle xix, que no permeteren el manteniment dels ajuntaments en poblacions de menys de 30 veïns (entenent com a veí els caps de casa). El 1847 ja apareix agrupat amb els pobles esmentats més amunt dins del municipi de Serradell.
El poble de Toralla és a la part oriental de la meitat de l'antic municipi de Toralla i Serradell. És a l'extrem est de la Serra de Sant Salvador, al Serrat de l'Arnal, en un coll -el Coll de Toralla- entre el Turó de la Mola Mora, de 1.062,6 m. alt., i lo Castell, turó de 967 m.alt. on es troben les restes del Castell de Toralla, a partir del qual s'originà el poble. Es troba a uns set quilòmetres al nord-oest de la Pobla de Segur, accessible per una pista asfaltada que surt de la carretera N-260 (La Pobla de Segur - el Pont de Suert), dos quilòmetres al nord-oest d'aquesta vila. La Serra de Sant Salvador és la que parteix per la meitat, en dues grans unitats geogràfiques, l'antic terme de Toralla i Serradell: la vall del riu de Serradell i la del barranc de Mascarell.
El poble de Toralla, situat al coll del mateix nom, allargassat seguint la carena on es troba, té, a la seva banda de llevant l'antiga església romànica de Santa Maria de Toralla.
1,5 km al sud-sud-oest de Toralla hi ha el Mas de Vilanova, que té capella pròpia, dedicada a sant Joaquim, i 1,2 a ponent, dalt de la Serra de Sant Salvador, a 1.227 m. alt., hi ha l'ermita de Sant Salvador.
Hi ha també, prop de Toralla, la cova que duu el mateix nom del poble. La Cova de Toralla és a ponent del poble, prop de l'ermita de Sant Salvador, al sud de la Roca Colomer, al nord-est del lloc anomenat, l'Espluga (la Cova).

## Etimologia
Joan Coromines estableix que Toralla ve del llatí Tauralia, amb el significat de corrals de vacum.

## Història

### Edat antiga
La Cova de Toralla és una cova que fou excavada en el seu moment per Bosch i Gimpera, i més tard per Maluquer de Motes. Les troballes que s'hi feren ens remeten al Neolític, eneolític i edat del bronze. S'hi trobaren estris d'os, conquilles i ceràmica (algun vas campaniforme). Encara, damunt de la cova, dalt de la carena, hi ha un jaciment romà poc explotat encara, tot i que s'hi trobaren fragments de vidre i ceràmica campaniana i de sigillata, a més d'una moneda de bronze de mitjan segle iv després de Jesucrist.

### Edat mitjana
El castro Toralia és esmentat des del 994, i tingué un paper rellevant tot al llarg de l'edat mitjana, en què foren objecte de més d'una transacció en les convinences establertes entre els dos comtes pallaresos (el Jussà i el Sobirà, que sovint provocaren bescanvis de castells per garantir la pau a la frontera dels dos comtats.
El 1381 consten a Toralla 8 focs (uns 40 habitants). La població anà en augment en els segles següents, i el 1781 hi consten ja 360 habitants, que són 587 el 1787. El 1860 s'arriba al sostre de població de tots els temps: 1.146 habitants, i d'aleshores ençà han anat baixant constantment: 659 el 1900, 511 el 1940, 349 el 1950, 313 el 1960. El 1970 Toralla tenia 34 habitants, 38 el 1981, el (2005), 16, i el 2008, 23.

#### Edat moderna
El fet més rellevant de la història moderna de Toralla té a veure amb les persecucions de bruixes de darreries del segle xvi i principis del xvii. Caterina Colometa, de Toralla, fou jutjada el 1575, després d'unes execucions que tingueren com a escenari el proper poble d'Erinyà. El varvassor de Toralla d'aquell moment, Lluís Alamany de Toralla, consta com un dels principals perseguidors de bruixes del seu entorn.

#### Edat contemporània
Pascual Madoz, en la seva obra del 1845 intitulada Diccionario geográfico... parla de Toralla (ó Torralla, hi escriu). Diu que és en una muntanya ben ventilada, i de clima sa. Esmenta 10 cases a la població, i d'una font a 7 minuts del poble de la qual s'abasteixen d'aigua els seus habitants. Completa el poble la casa aïllada de Mascarell, a un quart d'hora del nucli. La qualitat de la terra és molt variable, depenent de si és la zona muntanyosa o la plana. Hi ha molta llenya procedent d'arbusts. També hi ha uns quants hortets, regats amb les aigües de petites fonts. S'hi feia blat, vi, oli, civada, llegums i patates, així com moltes cireres i nous. De bestiar, ovelles i cabres. 6 veïns (caps de família) i 60 ànimes (habitants) en formaven la pohlació.

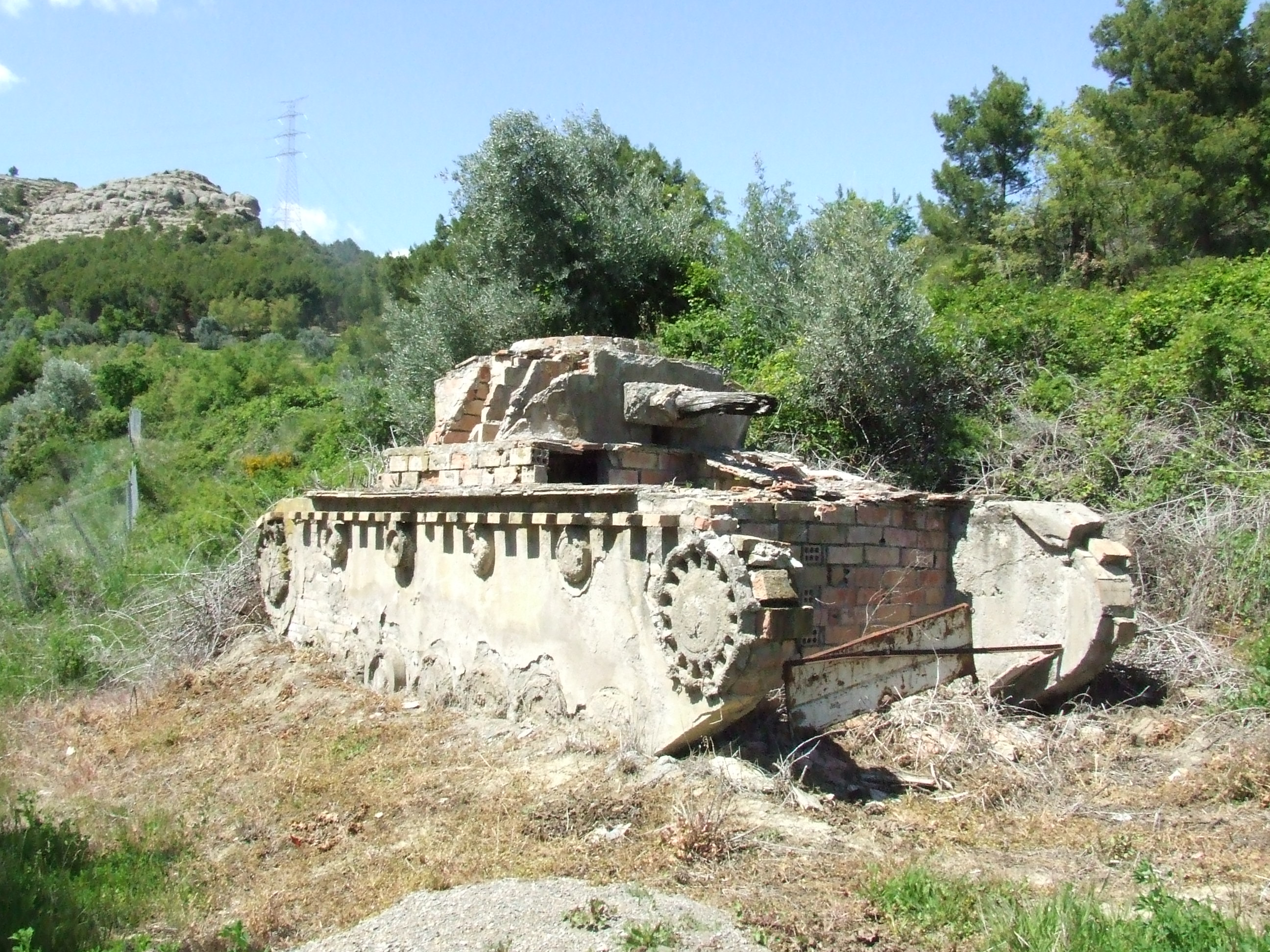
El carro de combat de Toralla

La darrera guerra civil no fou especialment crua, en el poble de Toralla: fou ocupada pels rebels contra la república a principis del 1938, però no s'hi va produir cap fet bèl·lic rellevant, ja que de seguida el front es traslladà a posicions sensiblement allunyades del poble, cap a llevant.
Ara bé, aquesta guerra deixà a Toralla un record particular, que encara es conserva avui dia, tot i que actualment està molt malmès: un tanc, és a dir, un carro de combat. Amb una peculiar característica: és fet de totxos i ciment, i el canó és un tronc d'arbre. Està situat al peu de la carretera que mena a Toralla, a la Sort, a 3 quilòmetres a llevant del poble. Es tracta d'una construcció feta amb intenció dissuasiva, per tal que l'enemic no avancés més en veure l'artefacte.